# Mairie de Lahti
La mairie de Lahti (finnois : Lahden kaupungintaloo) est un bâtiment situé dans le quartier central de Lahti en Finlande,.

## Description
Lahti obtiient les droits de cité en 1905, et dès l'année suivante on propose, pour la première fois de construire une mairie.
La ville aurait plutôt spécialement besoin d'une caserne de pompiers car Lahti est alors une ville bâtie de maisons en bois avec 4 000 habitants. 
Dès 1910, on prend la décision de construire la mairie et la même année, on organise un concours d'architecte qui est remporté par Eliel Saarinen.
Le coût de la construction dépasse le budget annuel de la municipalité.
Au début on pense bâtir la mairie à l'emplacement de l'actuelle place Alatori.
Sollicité pour donner son avis, Armas Lindgren propose plutôt un emplacement libre en prolongement du parc de Mariankatu et le conseil municipal décide alors de suivre son avis.
L'endroit semble bon surtout parce que, sur cette colline, la tour de la mairie sera visible dans les quatre directions.
Eliel Saarinen conçoit la mairie comme une œuvre d'art dans son ensemble.
Les espaces intérieurs doivent donc répondre au langage de conception de l'architecture extérieure. 
Les couleurs sombres et les ornements ont été mis en valeur à l'intérieur.
La brique sombre utilisée comme matériau de construction de l'édifice a été importée de Suède.
En 1934, Kaarlo Könönen concoit l'agrandissement de la mairie qui est réalisé en 1935.
Ce faisant, la cour ouverte devient une cour intérieure.
Durant la guerre d'Hiver, les bombardements du 27 décembre 1939, causent d'importants  dommages par incendie.
Le grenier de la mairie brûle le 21 septembre 1981.
Le bâtiment est alors réparé et rénové. 
En 1985, à la fin des travaux , l'édifice a une surface totale de 5 160 m2 pour un volume de  19 950 m3.
La Direction des musées de Finlande a classé la mairie de Lahti, la place du marché de Lahti et l'axe Mariankatu parmi les sites culturels construits d'intérêt national.

## Galerie

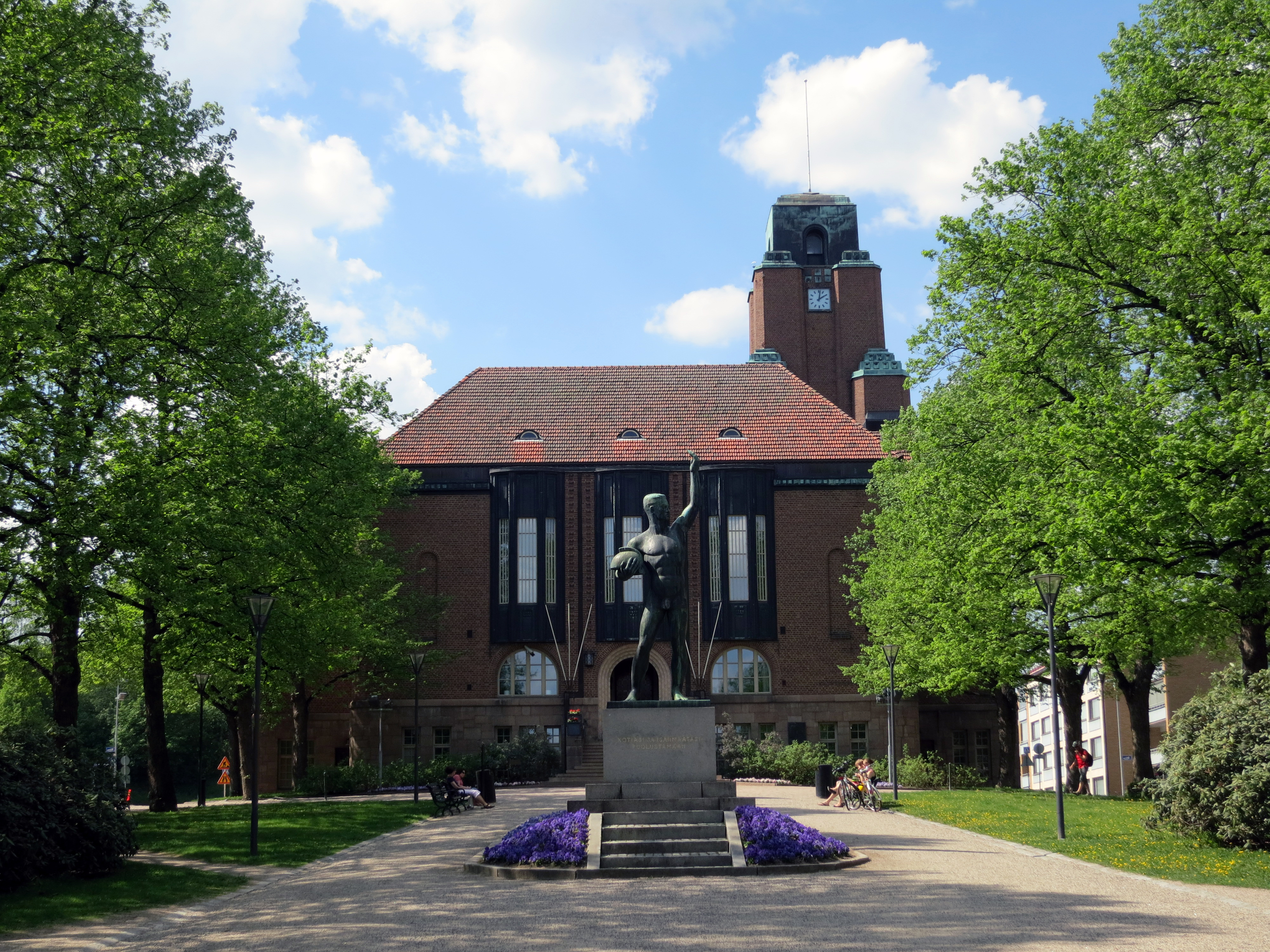
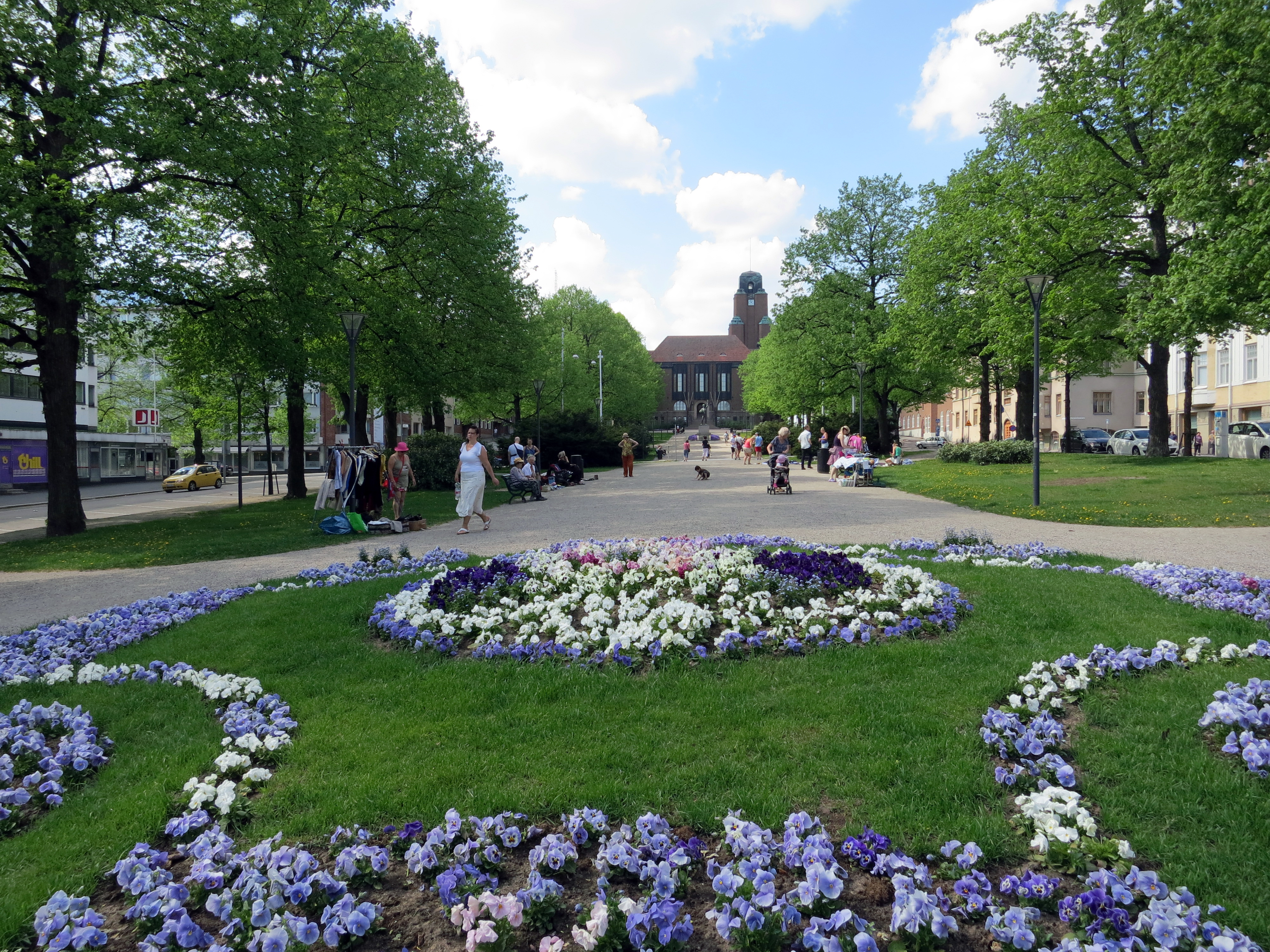
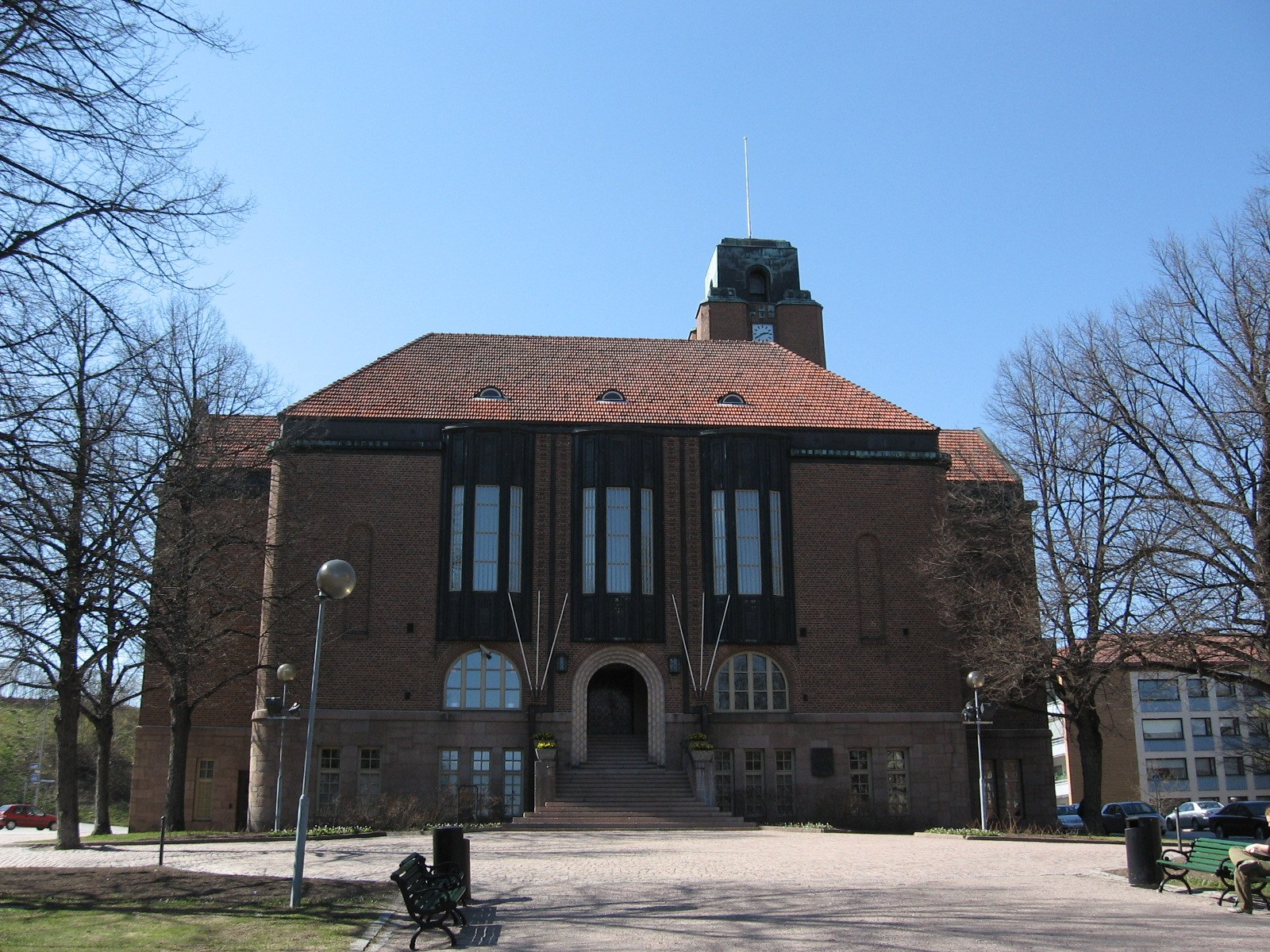

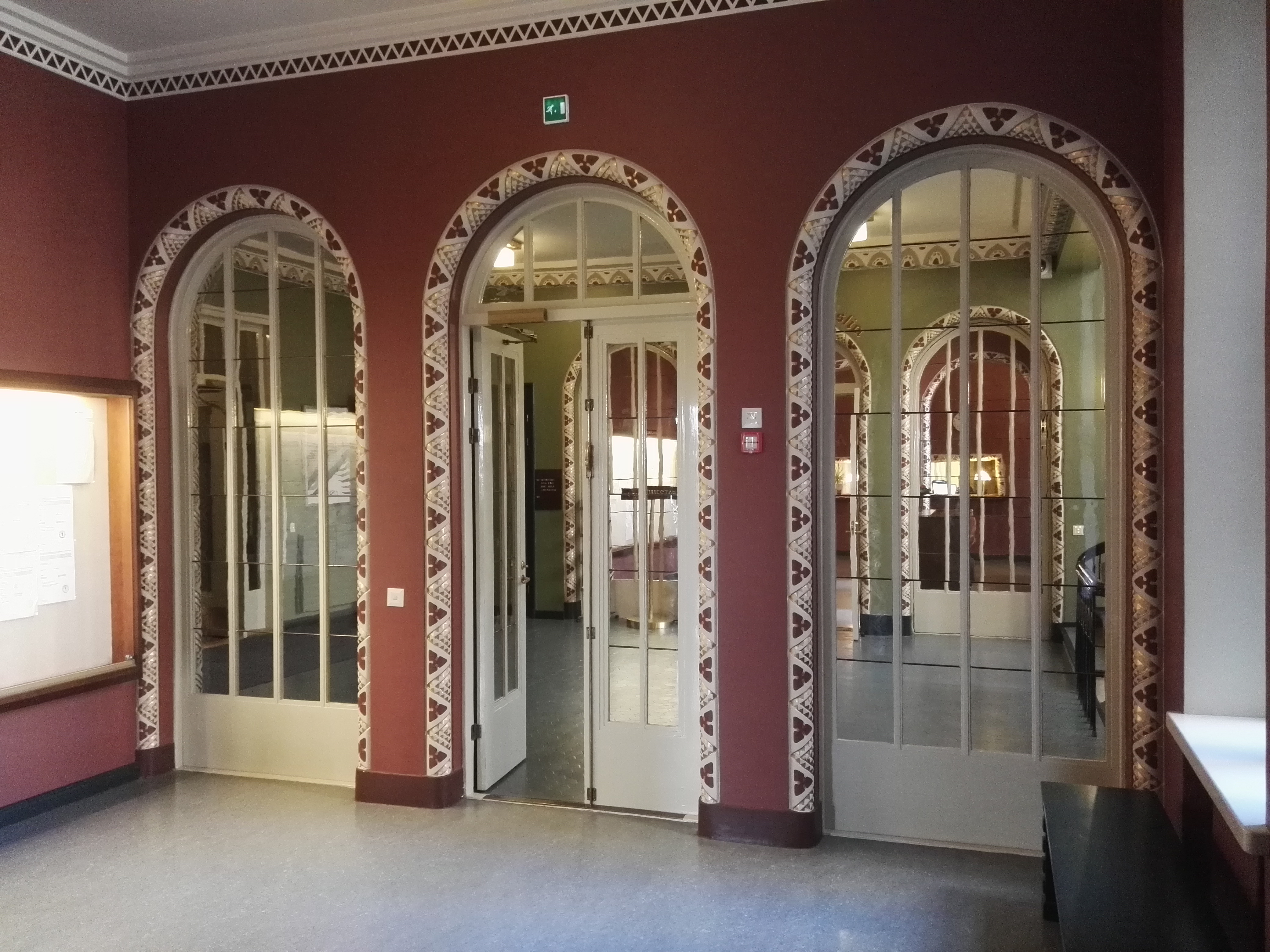
L'entrée.
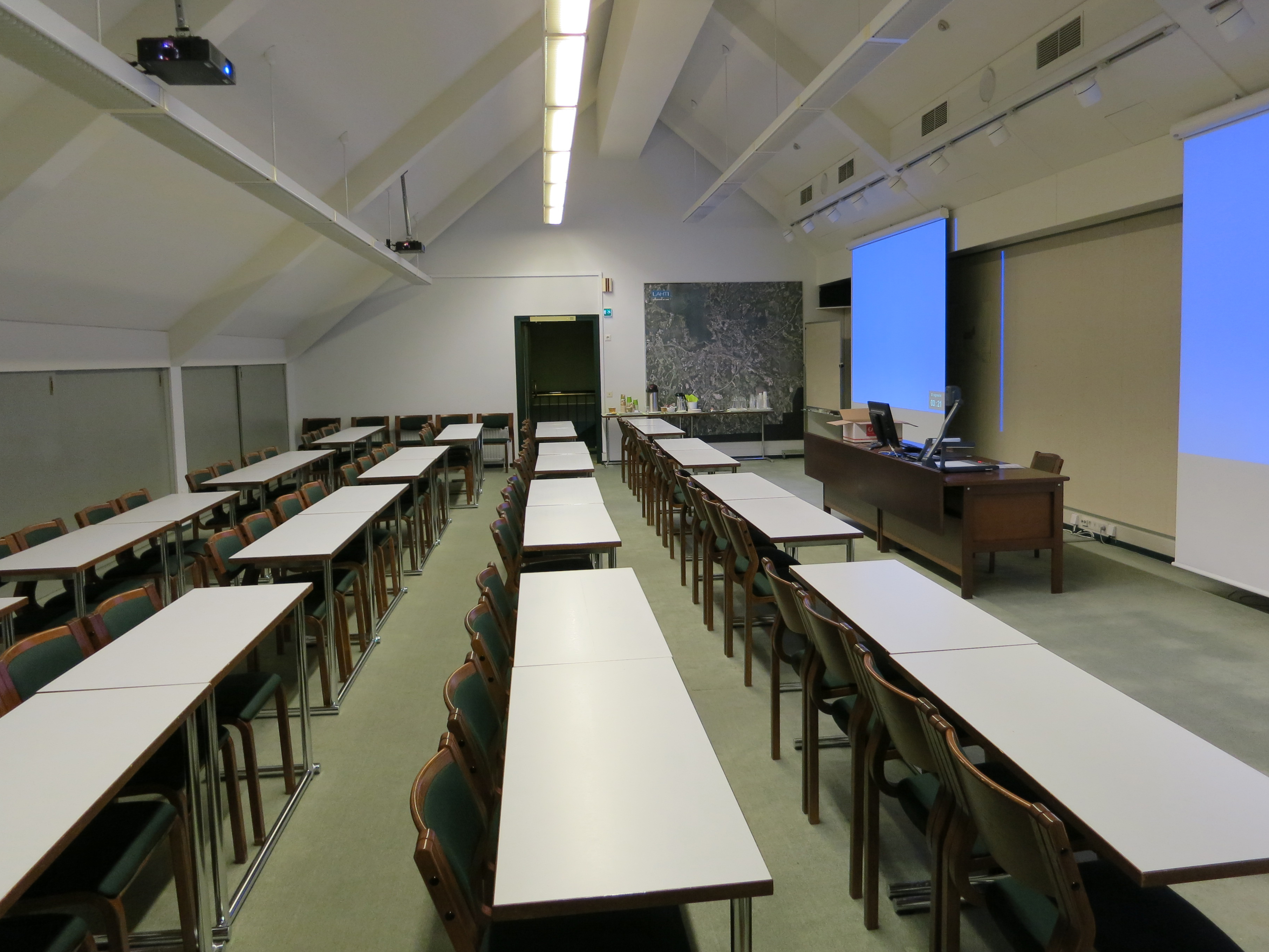
Une salle de réunion.
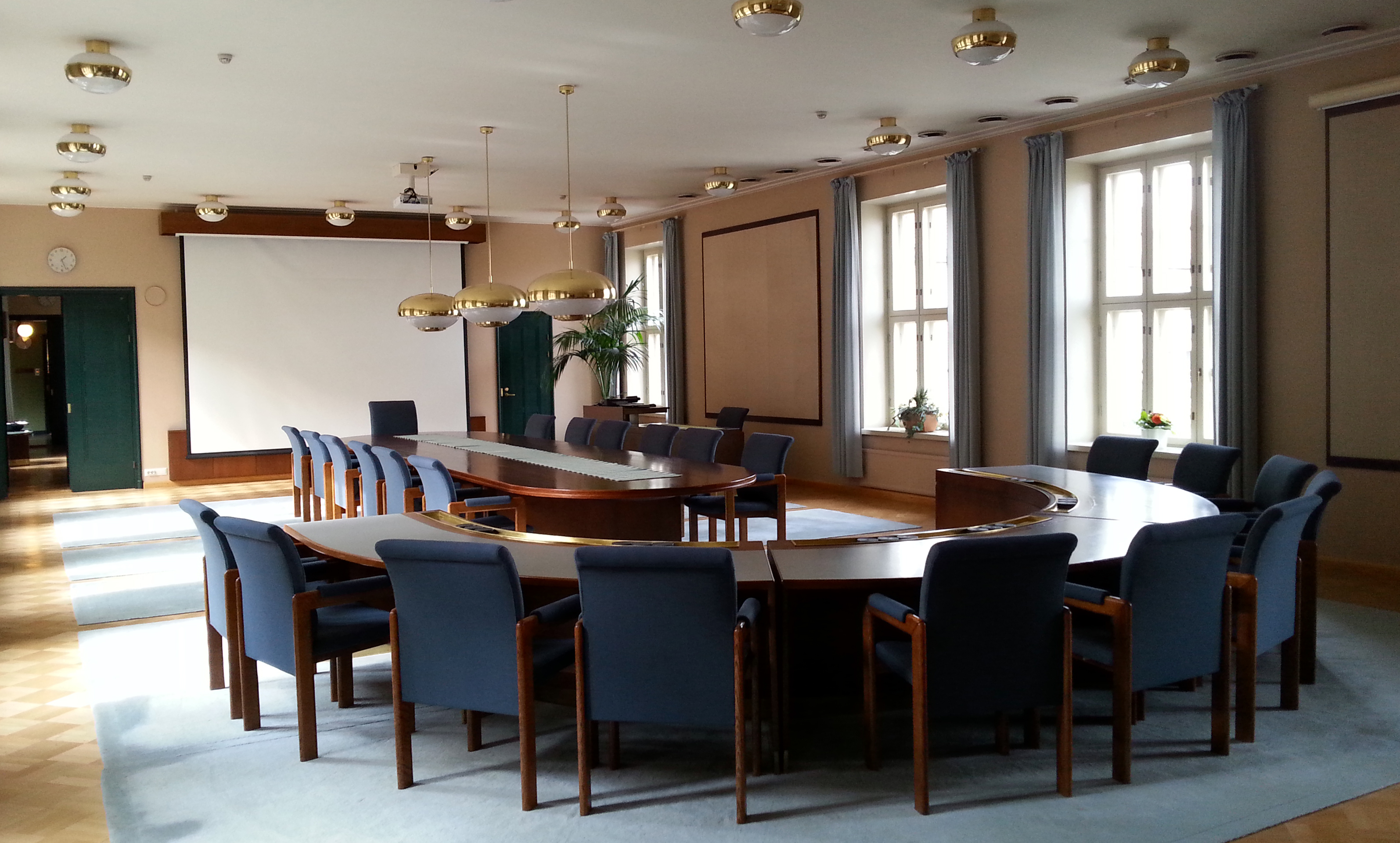
Salle de conseil municipal.